# Carla Campra
Carla María Campra Elizalde (Barcelona, 16 de abril de 1999) es una actriz y modelo española, principalmente conocida por su participación en diversas series televisivas como 90-60-90, diario secreto de una adolescente (2009) o La otra mirada (2018-2019).

## Biografía
Carla María Campra Elizalde nació el 16 de abril de 1999 en Barcelona (España). Es hermana del también actor Guillermo Campra.

## Trayectoria profesional
Participó como modelo de pasarela en diferentes programas de televisión como en El Club de TV3 y Corazón, corazón de TVE, entre otros. Hizo anuncios publicitarios para diferentes marcas, pero no fue hasta 2007 cuando hizo su primera aparición en cine, en la película Atlas de geografía humana. En 2008 participó en la serie Cazadores de hombres y esporádicamente como hija de una de las protagonistas en Yo soy Bea. Un año después entró a formar parte del reparto de la serie de Antena 3 90-60-90, diario secreto de una adolescente, como Julia.
En 2010, interpretó a Mariona en la secuela de la película para televisión La Mari titulada La Mari 2; ese mismo año obtuvo el papel en la serie de Antena 3 No soy como tú. En 2011 apareció en la segunda parte de la película para televisión La duquesa, interpretando a Eugenia Martínez de Irujo. Ese mismo año consiguió su primer papel protagonista en el cine con la película El sueño de Iván, también protagonizada por Óscar Casas.
Después de unos años con pequeños papeles recurrentes o episódicos en series como Águila Roja, El secreto de Puente Viejo, Centro médico o El hombre de tu vida, protagonizó en 2018 la serie de Televisión Española La otra mirada, interpretando a Flavia Cardesa, en la que se mantuvo durante las dos temporadas. Ese mismo año apareció en la película de Asghar Farhadi Todos lo saben, con el papel de Irene González. En 2020 se incorporó a la serie diaria de TVE Acacias 38 como Daniela Stabile. A finales de 2020 se anunció su incorporación como protagonista a la serie de misterio original de Netflix Feria: la luz más oscura, donde interpreta a Sofía. En 2022 fue elegida para interpretar el papel de Aitana Martínez / Mariana Santos en la serie Sagrada familia y donde actuó junto a actores como Najwa Nimri, Alba Flores, Álex García, Macarena Gómez, Álvaro Rico y Laura Laprida.
En 2025 coprotagonizó, junto con Laia Manzanares, Silvia Abascal y Marta Poveda, la serie Asuntos Internos, emitida en La 1 de Televisión Española.

## Filmografía

### Cine
| Año  | Título                    | Personaje      | Director          |
| ---- | ------------------------- | -------------- | ----------------- |
| 2007 | Atlas de geografía humana | Clara          | Azucena Rodríguez |
| 2011 | El sueño de Iván          | Paula          | Roberto Santiago  |
| 2014 | Marsella                  | Marta          | Belén Macías      |
| 2017 | Verónica                  | Diana          | Paco Plaza        |
| 2018 | Todos lo saben            | Irene González | Asghar Farhadi    |
| 2022 | La niña de la comunión    | Sara           | Víctor Garcia     |
| 2022 | La manzana de oro         | Vanessa        | Jaime Chávarri    |

### Televisión
| Año       | Título                                      | Cadeña      | Personaje                        | Notas        |
| --------- | ------------------------------------------- | ----------- | -------------------------------- | ------------ |
| 2008      | Cazadores de hombres                        | Antena 3    | Laura                            | 1 episodio   |
| 2008-2009 | Yo soy Bea                                  | Telecinco   | Paloma                           | 41 episodios |
| 2009      | 90-60-90, diario secreto de una adolescente | Antena 3    | Julia Álvarez                    | 8 episodios  |
| 2009      | La Mari 2                                   | TV3         | Mariona                          | Telefilme    |
| 2010      | No soy como tú                              | Antena 3    | Elena                            | Telefilme    |
| 2011      | La duquesa II                               | Telecinco   | Eugenia Martínez de Irujo        | 1 episodio   |
| 2011-2012 | Águila Roja                                 | La 1        | Infanta Margarita                | 2 episodios  |
| 2014      | El secreto de Puente Viejo                  | Antena 3    | Clarita                          | 1 episodio   |
| 2016      | Centro médico                               | La 1        | Clara                            | 2 episodios  |
| 2016      | El hombre de tu vida                        | La 1        | Eva                              | 1 episodio   |
| 2018      | El Continental                              | La 1        | Martina                          | 1 episodio   |
| 2018-2019 | La otra mirada                              | La 1        | Flavia Cardesa                   | 21 episodios |
| 2019      | Terror.app                                  | Atresplayer | Blanca                           | 6 episodios  |
| 2019-2021 | Señoras del (h)AMPA                         | Telecinco   | Elisabeth Palazuelos             | 7 episodios  |
| 2020      | Acacias 38                                  | La 1        | Daniela Stabile                  | 44 episodios |
| 2020      | 30 monedas                                  | HBO         | Vane                             | 1 episodio   |
| 2021      | La templanza                                | Prime Video | Soledad Montalvo (joven)         | 1 episodio   |
| 2022      | Feria: la luz más oscura                    | Netflix     | Sofía                            | 8 episodios  |
| 2022-2023 | Sagrada familia                             | Netflix     | Aitana Martínez / Mariana Santos | 16 episodios |
| 2024      | Atasco                                      | Prime Video | Cristina Riera                   | 1 episodio   |
| 2025      | Asuntos internos                            | La 1        | Gema Montero Villacastín         | 6 episodios  |